# Guy de Rothschild

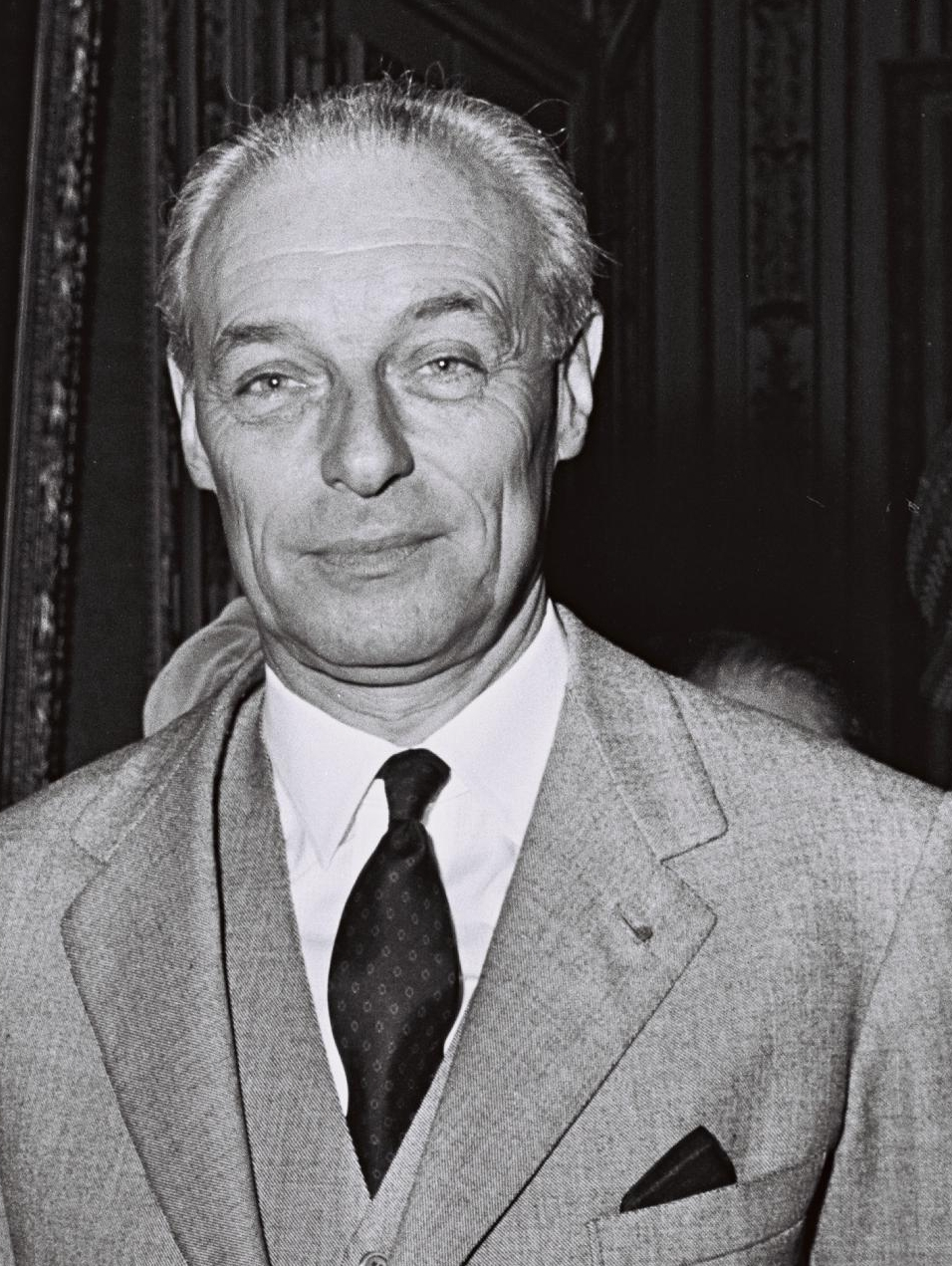
Guy in 1964

Guy Édouard Alphonse Paul de Rothschild  (Parijs, 21 mei 1909 – aldaar, 12 juni 2007) was een Frans bankier en ondernemer, en lid van de familie Rothschild.

## Biografie
Baron Guy de Rothschild werd geboren als zoon van de baron Édouard de Rothschild (1868-1949) en zijn vrouw Alice Halphen (1884-1975). Guys oudere broer, Édouard Alphonse Émile Lionel (1906-1911), stierf op de leeftijd van vier jaar aan appendicitis. Hij had ook twee jongere zussen, Jacqueline en Bethsabee. 
Hij groeide op in een herenhuis van zijn ouders, op de hoek van de Rue de Rivoli en de Place de la Concorde in Parijs. De woning werd ooit bewoond door de hertog Charles-Maurice de Talleyrand en fungeert nu als de ambassade van de Verenigde Staten. Daarnaast woonde het gezin op het landgoed Château de Ferrières, zo'n 25 km ten noorden van Parijs, gebouwd naar een ontwerp van de architect Joseph Paxton. 
Hij volgde onderwijs aan het Lycee Condorcet en Lycée Louis-le-Grand in Parijs.

## Tweede Wereldoorlog
In 1940, als gevolg van de Duitse bezetting van Noord-Frankrijk tijdens de Tweede Wereldoorlog, besloten de ouders van Guy en diens zus Bethsabee Frankrijk te ontvluchten en ze zochten een veilig onderkomen in New York. Guy de Rothschild bleef echter achter in het leger van Frankrijk, waar hij zich had aangesloten als compagniescommandant in de Derde Lichte Gemechaniseerde Divisie tijdens de Slag om Frankrijk in het begin van 1940. Na de strijd tegen de nazi's in Carvin, maakte hij deel uit van het Franse legioen dat werd gedwongen zich terug te trekken in Duinkerken. Hij werd bekroond met het Oorlogskruis voor zijn militaire acties op de stranden van Duinkerken, waar hij werd geëvacueerd naar Engeland. Vervolgens keerde hij onmiddellijk terug naar Frankrijk voor de landing in Brest en de overname van het kantoor van de familie in La Bourboule, in de buurt van Clermont-Ferrand.
Ten tijde van het Vichyregime werden zijn vader en zijn ooms hun Franse nationaliteit afgenomen en verwijderd uit het register van het Legioen van Eer. De familie werd gedwongen om de bezittingen te verkopen. Rothschild slaagde erin de kopers ervan te overtuigen om opties op grond te nemen, zodat hij later in staat zou zijn om de belangen van de familie terug te kopen. Hij verliet Frankrijk weer, ditmaal via Spanje en Portugal, om zijn ouders in New York te bezoeken. Hij werd lid van de het leger van de Vrije Fransen en wilde met het vrachtschip de Pacific Grove terugreizen naar Europa. Dit schip werd getorpedeerd door de Duitsers en zonk in maart 1943, maar hij werd na een verblijf van circa 12 uur uit het water van de Atlantische Oceaan gered.

## Carrière
Voor de oorlogsjaren studeerde Guy de Rothschild rechten aan de Universiteit van Parijs. Hij trad vervolgens toe tot de bank Rothschild Frères in 1931, die werd gerund door zijn vader en zijn neef Robert de Rothschild (overleden in 1946). Als onderdeel van zijn leertraject binnen de bedrijven van zijn familie trad hij in 1933 toe tot het dagelijkse bestuur van het bedrijf de Northern Railway Company.
Aan het einde van de Tweede Wereldoorlog in 1944 keerde Guy de Rothschild terug naar het kantoor van de bank aan de Rue Laffitte te Parijs. Op de dag van de dood van zijn vader in 1949 nam Guy de Rothschild het formele beheer van het bedrijf over. In de voetsporen van zijn familie was Guy de Rothschild directeur van de Banque de France, de centrale bank van Frankrijk.
Georges Pompidou, die later president van Frankrijk zou worden, werd aangetrokken door Guy de Rothschild en werd algemeen directeur van de Rothschildbank. De bank werd gediversifieerd van vermogensbeheer als Rothschild Frères tot de deposito-Banque de Rothschild met vestigingen door heel Frankrijk. Guy was voorzitter van 1968 tot 1978. Vanaf 1968 was Guy de Rothschild partner bij de Britse investeerder NM Rothschild & Sons te Londen, terwijl zijn neef Evelyn de Rothschild werd benoemd tot directeur van de Banque Rothschild in Parijs.
Guy de Rothschild overleed op 98-jarige leeftijd op 12 juni 2007.